# Michel Favart
Vous pouvez aider à l'améliorer ou bien discuter des problèmes sur sa page de discussion.
- Il ne cite pas suffisamment ses sources. Vous pouvez indiquer les passages à sourcer avec {{référence nécessaire}} ou {{Référence souhaitée}}, et inclure les références utiles en les liant aux notes de bas de page. (Marqué depuis avril 2024)
- Certaines informations devraient être mieux reliées aux sources mentionnées dans la bibliographie ou les liens externes. Améliorez sa vérifiabilité en les associant par des références. (Marqué depuis avril 2024)

- Archive Wikiwix
- Bing
- Cairn
- DuckDuckGo
- E. Universalis
- Gallica
- Google
- G. Books
- G. News
- G. Scholar
- Persée
- Qwant
- (zh) Baidu
- (ru) Yandex
- (wd) trouver des œuvres sur Wikidata

 (novembre 2009).
Si vous disposez d'ouvrages ou d'articles de référence ou si vous connaissez des sites web de qualité traitant du thème abordé ici, merci de compléter l'article en donnant les références utiles à sa vérifiabilité et en les liant à la section « Notes et références ».
Pour les articles homonymes, voir Favart.
Michel Favart est un réalisateur et scénariste de télévision français né le 7 avril 1942 dans le 9e arrondissement de Paris. 

## Biographie
Michel Favart est le fils de l'acteur Robert Favart (1911-2003) et de Jenny Carré (1902-1945), dessinatrice et créatrice de costumes de théâtre fille d'Albert Carré directeur de l'opéra comique.
Après son baccalauréat en philosophie, il suit des études supérieures de cinématographie à l’Institut des hautes études cinématographiques (IDHEC).
En 1965, Michel Favart débute comme assistant réalisateur stagiaire avec Marcel Cravenne, Robert Bresson et Michel Drach. 
À partir de 1967, il est assistant réalisateur à la télévision, avec Paul Seban, Bernard Lion, et Claude Santelli, et au cinéma, avec Michel Drach et Pierre Koralnik.
À partir de 1971, il entame sa carrière de réalisateur.
Il écrit avec Françoise Verny, Marc Sator, Simon Steinberg, Patrick Besson, Jacques Fansten, Niels Sambuc et Pascal Lainé des scénarios qu'il réalise.
Il collabore avec Henri de Turenne et Michel Deutsch, à l'adaptation du scénario de Les Alsaciens ou les Deux Mathilde.
Marié à la comédienne Catherine Aymerie et père de cinq enfants, dont trois issus d'un précédent mariage.

## Filmographie

### Réalisateur

#### Télévision
- 1971-1972 : Les Cent Livres
- 1972 : Pierre et Jean, d'après Maupassant
- 1973 : Les Petits Enfants du siècle, d'après Christiane Rochefort
- 1974 : La Grande peur de 1789
- 1975 : Virginie
- 1976-1977 : Aurélien, d'après Aragon
- 1979 : Jean-Jacques Rousseau
- 1980 : La Peau de chagrin, d'après Balzac
- 1980 : Point de rencontre
- 1981 : La Tribu des vieux enfants, d'après G.J.Arnaud
- 1982 : Incertain Léo ou l'Amour flou (collection Cinéma 16)
- 1983 : Un, deux, trois, soleil
- 1984 : Raison perdue, d'après G.J.Arnaud
- 1985 : La Maison piège, d'après G.J.Arnaud
- 1986 : La Nuit du coucou, d'après G.J.Arnaud
- 1986 : La Femme de sa vie (collection Cinéma 16)
- 1987 : Souris noire
- 1988 : L'ingénieur aimait trop les chiffres, d'après Boileau-Narcejac
- 1988 : Carte de presse, mini-série de 4 épisodes[1]
- 1989-1992 : Le Lyonnais
- 1989 : SOS disparus
- 1991 : Sartre contre Sartre
- 1993 : Pris au piège, d'après Jean Contrucci
- 1993 : L'Instit
- 1994 : Danse avec la vie
- 1995 : Les Alsaciens ou les Deux Mathilde
- 1996 : Marion du Faouët
- 1997 : Maigret : Liberty Bar, d'après G.Simenon
- 1997 : L'affaire Sagawa
- 1998 : La Femme du veuf
- 1999 : Commissaire Meyer: à la vie à la mort
- 1999 : L’École des femmes de Molière
- 1999 : Un homme à la maison
- 2000-2013 : Louis la brocante
- 2001 : La Croix du Fau
- 2003 : Pierre et Farid
- 2003-2004 : Le Dernier Seigneur des Balkans
- 2012 : La Femme cachée
- 2013 : Le Baiser de la France
- 2013 : Dommages Collatéraux
- 2015 : Après la guerre, l'Alsace-Moselle, c'est la France !

### Scénariste
- 1982 : Dorothée, danseuse de corde de Jacques Fansten
- 1992 : Rimbaud, l'homme aux semelles de vent de Marc Rivière

## Théâtre
- 2017 : Le fantôme et Madame Muir mise en scène

## Récompenses
- 1974 : Les Petits Enfants du siècle, prix Louis Kamans, pour la meilleure fiction des pays francophones.
- 1982 : La Tribu des vieux enfants, trophée 813, au festival policier de Reims, prix du meilleur policier diffusé à la télévision.
- 1985 : La Maison piège, trophée 813.
- 1986 : La Nuit du coucou, grand prix des rencontres européennes de télévision de Reims. Prix du public, prix du meilleur acteur pour Florent Pagny et prix de la meilleure actrice pour Marie Rivière.
- 1993 : Pris au piège, grand prix du meilleur film policier de télévision, au festival de Cognac[2].
- 1995 : Danse avec la vie, prix de la fondation pour l'enfance.
- 1996 : Les Alsaciens ou les Deux Mathilde, Sept d'or du meilleur scénario, et en 1997, Clio du meilleur film historique.